# Monthly Comic Zenon
Monthly Comic Zenon (月刊コミックゼノン, Gekkan komikku Zenon) est un magazine de prépublication de mangas mensuel de type seinen édité par Coamix, Tokuma Shoten et North Stars Pictures depuis le 25 octobre 2010. Il remplace le magazine Weekly Comic Bunch édité par Coamix et Shinchōsha entre 2001 et 2010.

## Historique
Après la baisse des ventes du Weekly Comic Bunch de l'éditeur Shinchōsha, Coamix, qui publiait le magazine, annonce l'arrêt de sa parution. Le dernier numéro sort le 27 août 2010 et Coamix envisage alors de lancer un nouveau magazine. En octobre 2010, Coamix annonce un partenariat avec North Stars Pictures et Tokuma Shoten, annonçant que le nouveau magazine Monthly Comic Zenon débuterait sa publication le 25 octobre 2010. Parallèlement, Shinchōsha lance le Monthly Comic @Bunch,en remplacement du Weekly Comic Bunch, édité indépendamment de Coamix. De nombreux mangakas passent alors du Bunch au Zenon.
Le nom du magazine est basé sur « Kanzeon Bosatsu (観世音菩薩) », le nom japonais du bodhisattva Guanyin, particulièrement la partie « Zeon (世音) », qui signifie « entendre la voix du monde entier ». Le « Z »  de « Zeon » est choisi dans le sens d'« ultime », étant la dernière lettre de l'alphabet.
Afin d'attirer plus de lecteurs, le Monthly Comic Zenon est publié sous format papier et numérique. Le site web « Zenon Land » est lancé, publiant les séries du Zenon uniquement pour smartphones. Une chaîne YouTube est créée pour annoncer les nouveautés du Zenon. Le « Cafe Zenon », un kissaten (en) décoré avec des motifs de mangas, est inauguré à Kichijōji le 11 novembre 2009.
Le magazine organise à partir de 2011 un concours national de « manga muet ». À partir de 2013, le concours, ouvert aux professionnels et aux amateurs, devient international et les dialogues ne sont pas obligatoires. Les juges en sont les mangakas Tsukasa Hōjō et Tetsuo Hara, le directeur de publication Nobuhiko Horie et l'équipe éditoriale du magazine. Les cinq meilleurs œuvres reçoivent un prix et les trois meilleurs sont publiées dans le magazine. Le premier concours reçoit 514 participations provenant de 53 pays et le second 609 participations de 65 pays. Molico Ross, un vainqueur de la compétition nationale, créé Nobo and Her? entre 2012 et 2017, et Shinigami ni Datte, Ai wa Aru (publié à partir de 2017) basé sur Thirty and a Half Minutes, l'œuvre de la vietnamienne Snippy MJ qui avait remporté le 4e concours international.
En août 2015, Coamix et le comité d'audition du concours de manga muet créent la section « Zenon International » sur le site du concours pour publier le SMAC! Web Magazine,. Ils annoncent prévoir de traduire toutes les séries accessibles librement sur le site suivant un vote des lecteurs.
Les séries parues dans le magazine sont publiées au format tankōbon sous le label Zenon Comics et celles publiées originellement par d'autres éditeurs sont publiées sous le label Zenon Comics DX, les premiers titres des deux labels sortant le 22 mars 2011. Le label Zenon Comics publie également les mangas parus dans le magazine en ligne Web Comic Zenyon (WEBコミックぜにょん) depuis le 25 octobre 2012,,.

## Séries parues
- Arte
- Angel Heart (saison 2)
- Cat's Eye
- Chiruran: Shinsengumi Chinkon-ka
- Concierge Platinum
- DD Hokuto no Ken
- Gifū Dōdō!! Naoe Kanetsugu - Maeda Keiji Sake-gatari
- Ikusa no Ko: Oda Saburō Nobunaga-Den
- Reizōko Tantei
- Saibanchō! Koko wa Chōeki 4-Nen de Dōsu ka?
- Valientes
- Valkyrie Apocalypse
- Waraenu Warashi ~108 no Karma